# Dusch-WC

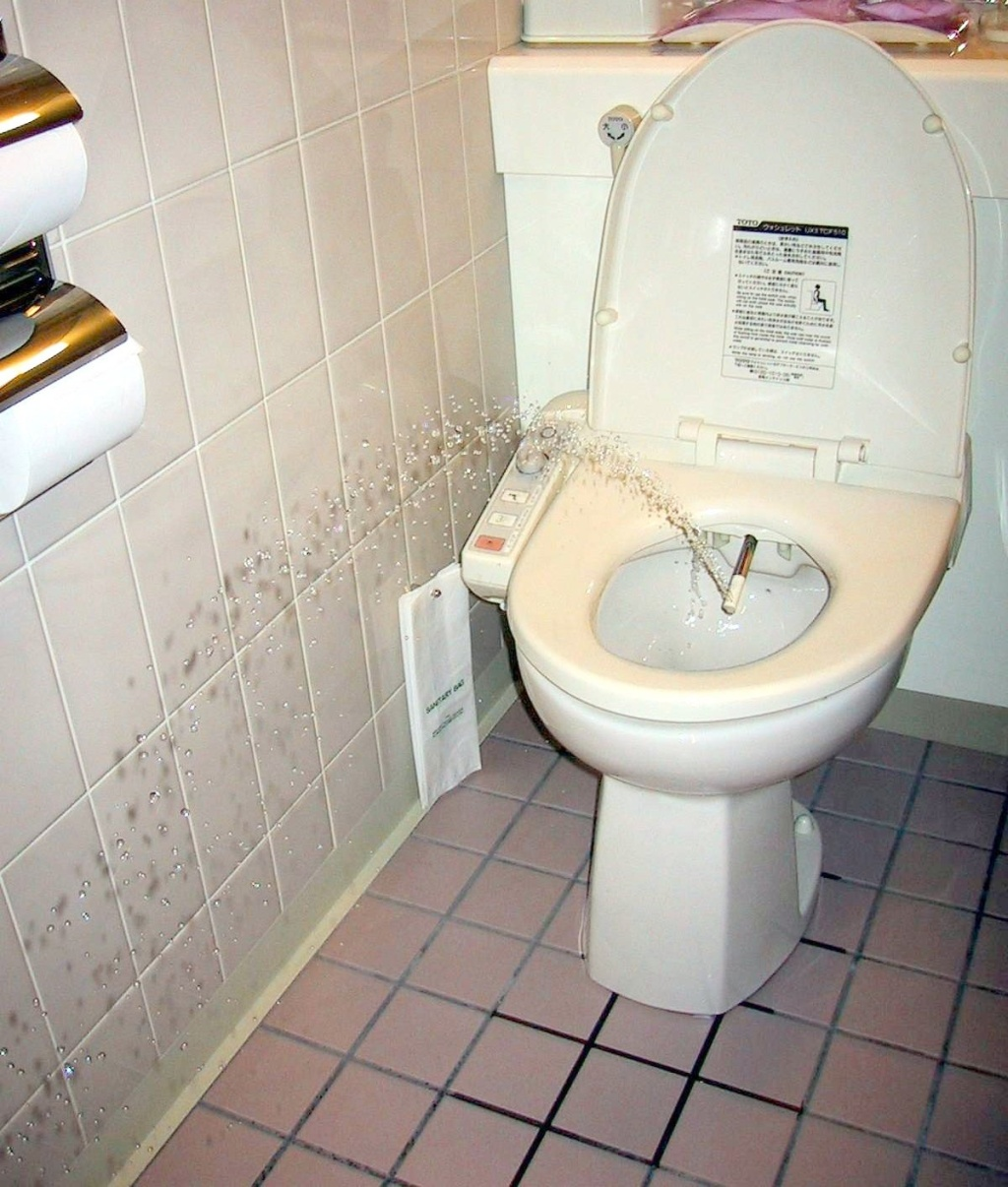
Wasch-WC, hier zur besseren Darstellung mit weit geöffnetem Hahn des reinigenden Wasserstrahls

Ein Dusch-WC ist eine Kombination aus Toilette und einer Art Bidet, welche eine Intimhygiene mit Wasser ermöglicht. Es wird darüber hinaus auch als Dushlet, Toilettenbidet, Wasch-WC, Wasch-let(te), Taharat-WC oder Hygiene-Toilette bezeichnet. Dabei wird auf Knopfdruck mit einem Wasserstrahl gereinigt, sodass fast gänzlich auf Toilettenpapier zur Reinigung verzichtet werden kann. Vorhandenes Papier dient zum Trocknen. Die meisten Dusch-WCs können neben dem Anus auch den Intimbereich reinigen. Zu unterscheiden sind komplette Dusch-WCs und Dusch-WC-Aufsätze, die auf herkömmliche WC-Schüsseln montiert werden.
Dusch-WCs sind vor allem in Asien, der Türkei, in Japan und Korea (dort unter der Bezeichnung Washlets) verbreitet. Zunehmende Verbreitung findet das Dusch-WC auch in Europa und hier im Besonderen in der Schweiz (häufig unter dem Namen Closomat). Der Anteil von Dusch-WCs beträgt in Japan ca. 80 Prozent, in Korea 30 Prozent, in der Schweiz ca. 10 Prozent, im übrigen Europa weniger als 5 Prozent und in Deutschland ca. 1 Prozent.

## Geschichte und erste Hersteller
Das Dusch-WC wurde ursprünglich vom Schweizer Büromaschinenkonstrukteur Hans Maurer (1918–2013) entwickelt und ab 1957 unter dem Namen Closomat vermarktet. Bis zum Konkurs im Jahr 2007 als Folge einer missglückten Produktneuentwicklung verkaufte das Unternehmen rund 100.000 Einheiten. Danach und bis Ende 2021 wurden die Dusch-WCs der Marke Closomat durch die Closemo AG in Embrach hergestellt. Heute wird die Produktion der originalen „Closomat“-Geräte von der seit 1962 in Großbritannien erfolgreich tätigen Closomat Great Britain Limited in Manchester weiter geführt.
Die ersten Mitbewerber stammten auch aus der Schweiz: 1960 entstand das Aufsatzgerät Sanett der gleichnamigen Firma, welche 2008 liquidiert wurde. 1978 lancierte die Firma Geberit den Aufsatz Geberella sowie die Komplettanlage Geberit-O-Mat. Der japanische Hersteller Toto brachte 1980 ein integriertes Modell unter der Marke „Washlet“ auf den Markt. Im Jahr 2014 lancierte die 2011 gegründete Firma LaPreva ihr neues Dusch-WC der Marke Lapreva, das Modell P1. Ein Dusch-WC als stromlose Variante mit Warmwasser direkt aus der Leitung entwickelte das Unternehmen Tece.

## Marktüberblick
Derzeit sind Modelle in vier Kategorien im deutschen Markt verfügbar:
1. integrierte Modelle, bei denen die Technik und die Anschlussleitungen in der WC-Keramik untergebracht sind. Außerdem gibt es
2. Dusch-WC-Aufsätze, die universell mit WC-Keramiken funktionieren oder
3. auch solche, die nur für eine bestimmte Keramik geeignet sind. Schließlich gibt es auch noch
4. sogenannte Taharet-Lösungen: Taharet-WCs sind immer stromlos. Statt eines Duschstabs haben sie eine fest eingebaute Kugelkopfdüse und eine Zapf- oder Mischwasserarmatur. Taharet-WCs stammen ursprünglich aus der Türkei.

In den letzten Jahren wurden zunehmend designorientierte und bedienungsfreundliche Modelle auf den Markt gebracht, auch mit Zusatzfunktionen wie Warmwasser und Sitzheizung mit Temperatureinstellung sowie Strahlregelungen für Anal- oder Damenduschen und Warmluftgebläse wie beim Händetrockner. Viele dieser WCs haben sogar eine Fernbedienung.
Im europäischen Markt sind zahlreiche Hersteller vertreten. Aufgrund des großen Potenzials werden auch zunehmend Keramikhersteller, wie zum Beispiel Duravit und Villeroy & Boch, in diesem Markt aktiv. Darüber hinaus bieten zahlreiche kleinere Hersteller vor allem Dusch-WC-Aufsätze an.